# Mellotron

A mellotron egy elektromechanikus és polifonikus (többszólamú) billentyűs hangszer, melyet az 1960-as évek elején az angliai Birminghamban fejlesztettek ki. A mellotron az amerikai Harry Chamberlin által készített chamberlin ötletét fejlesztette tovább, amely eredetileg az első hangmintalejátszó billentyűs hangszer volt a világon. A hangszer lelke az egymás mellé felsorakoztatott mágnesszalagokból álló hangtár volt, amelynek minden egyes szalagja körülbelül 8 másodpercnyi játékidővel rendelkezett. A hangszer egyes billentyűihez rendelt lejátszófejek tették lehetővé az előre felvett hangminták lejátszását, megszólaltatását.
A korai mellotron MKI és MKII modellek két külön, egymás mellé elhelyezett billentyűsorral rendelkeztek. A jobb oldali billentyűsor 18 "szólóhangszert" tudott megszólaltatni, mint például vonósok, fafúvósok és a rézfúvósok. A bal oldali billentyűsor pedig előre rögzített, különböző stílusú ritmusokat játszott le.
A későbbi, egyszerűsített M400-as modellek hangtára csak három választható hangzást tartalmazott, ezek jellemzően a vonósok, egy cselló és egy nyolctagú kórus voltak. Az egyes szalagok az adott billentyűhöz tartozó magasságon rögzített hangot tartalmaztak. A kevés beépített hangzásért cserébe az M400-as szalagjait egy kivehető keretben helyezték el, ami a hangtár gyors cseréjét tette lehetővé.
1965-ben a brit "multi-hangszeres" rock zenész Graham Bond használt elsőként a mellotront stúdiófelvételen. A Beatles volt a következő, akik 1966-ban a Strawberry Fields Forever kislemezükön alkalmazták az új hangszert. A mellotron elterjedéséért a rock zenében a legtöbbet Mike Pinder a The Moody Blues billentyűse tette, aki 1967 és 1972 között rendszeresen használta a hangszert az együttes lemezein. Az 1970-es években a progresszív rock csapatok, többek között a King Crimson hangzásának meghatározó eleme volt a mellotron a Hammond-orgonával egyetemben. Ezen a zenei színtéren a mai napig a kedvelt instrumentumok közé tartozik.
A mellotront használó zenészek közül az egyik legismertebb John Paul Jones, a Led Zeppelin basszusgitárosa, aki az 1970-es években minden koncerten megszólaltatta.

## Fordítás
Ez a szócikk részben vagy egészben  a   Mellotron című angol Wikipédia-szócikk fordításán alapul.  Az eredeti cikk szerkesztőit annak laptörténete sorolja fel. Ez a jelzés csupán a megfogalmazás eredetét és a szerzői jogokat jelzi, nem szolgál a cikkben szereplő információk forrásmegjelöléseként.

## Külső hivatkozások
- Planet Mellotron.com – Mellotron-dalok és albumok listája, lemezismertetők